# Perrona
Perrona là một chi ốc biển, là động vật thân mềm chân bụng sống ở biển trong họ Clavatulidae.

## Các loài
Các loài thuộc chi Perrona bao gồm:
- Perrona aculeiformis (Lamarck, 1816)[2]
- Perrona jessica Melvill, 1923[3]
- Perrona lineata (Lamarck, 1816)[4]
- Perrona micro Rolan, Ryall & Horro, 2008[5]
- Perrona obesa (Reeve, 1842)[6]
- Perrona perron (Gmelin, 1791)[7]
- Perrona spirata (Lamarck, 1816)[8]

## Hình ảnh

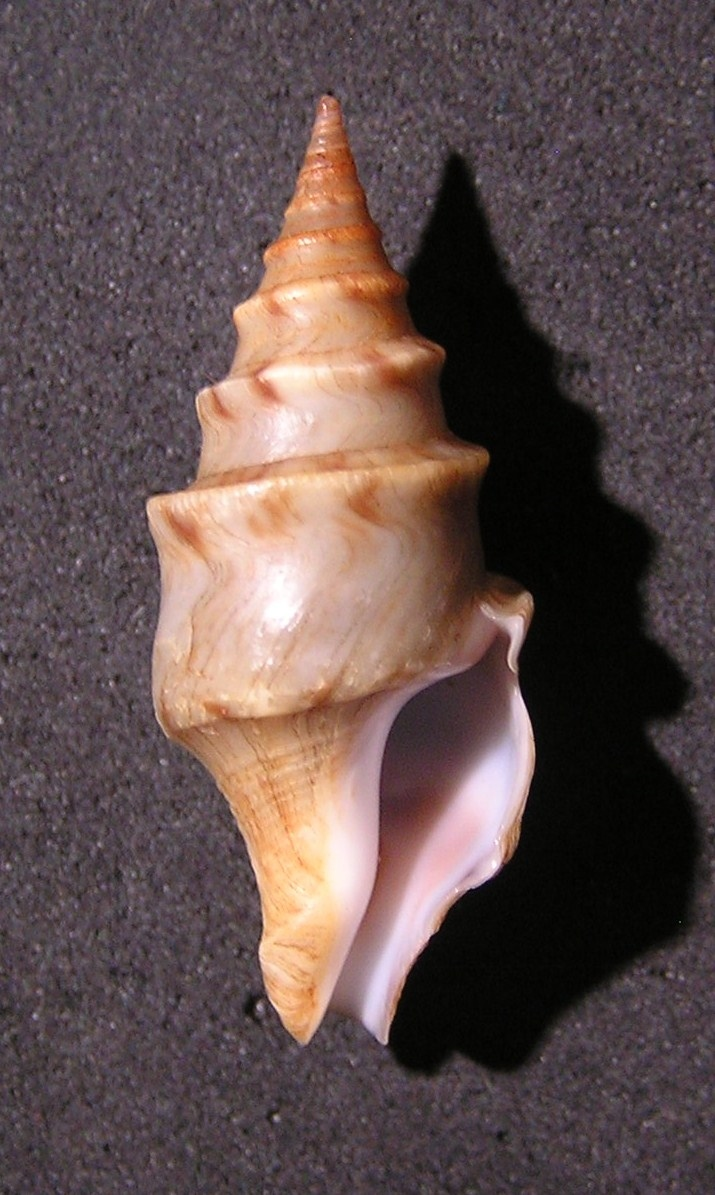